# Carl-Henning Pedersen
Carl-Henning Pedersen, (23. september 1913 i København – 20. februar 2007 i København) var en autodidakt dansk kunstmaler, som opnåede international anerkendelse blandt andet gennem sin tilknytning til COBRA-bevægelsen.[kilde mangler]
Pedersen blev bisat fra Carl-Henning Pedersen og Else Alfelts Museum, omgivet af sine egne værker, ved en mindehøjtidelighed 1. marts 2007. Hans urne er nedsat i Angligaardens indre gårdrum, som han selv udsmykkede i 1966-68). 
Pedersen blev ridder af 1. grad af Dannebrogordenen 5. september 1974.

## Portræt af billedkunstner Carl-Henning Pedersen
I et udstillingskatalog (Sophienholm, 1970) filosoferede Carl-Henning Pedersen over kunstens betydning. Han skrev: "Tid er det eneste, vi ikke har nok af. Tiden tabes, men gennem kunstens værker erobres den tilbage (…) kunsten holder os levende". Her ved meddelelsen om hans død får disse ord en ny betydning. 
Pedersen blev 93 år og har i knap syv årtier med usvækket energi skabt det ene kunstværk efter det andet. Drivkraften fandt han i "glæden ved at sætte en farve ved siden af en anden farve". Den glæde bevarede han gennem alle årene. På Carl-Henning Pedersen og Else Alfelts Museum i Herning finder man flere tusinde af hans værker, som viser hans maleriske begavelse og umådelige skaberkraft. Byen, som også har udnævnt ham til æresborger, er også hjemsted for flere af hans store udsmykninger, den keramiske udsmykning i Angligaarden, dekorationen af museet i Birk og senest Obelisken, der blev indviet i 2003 i forbindelse med Pedersens 90-års fødselsdag.

## Carl-Henning Pedersen og Herning
Angligaarden blev Pedersens første møde med Herning, men bestemt ikke det sidste. Den gode kontakt til Aage Damgaard førte ad kringlede veje til oprettelsen af Carl-Henning Pedersen og Else Alfelts Museum i 1976 – side om side med Angligaarden, der tidligere rummede Herning Kunstmuseum. Forinden havde Pedersen gennem flere år forhandlet med Københavns Kommune, der gerne ville modtage en større samling af Pedersens værker, men tøvede med at etablere et egentligt museum til samlingen. Da Pedersen mistede tålmodigheden og trak sit tilbud tilbage, var Herning ikke sen til at melde sig som modtager af samlingen. Det var i starten af 1970'erne, og da Else Alfelt døde i 1974, ændredes planerne, således at museet i dag også rummer en større samling af Else Alfelts værker. Museets oprindelige cirkulære bygning og den pyramideformede bygning, der kom til i 1993, er som den indre gård dekoreret med keramiske fliser. Museet danner sammen med Angligaardens runde bygning, skulpturparken samt de geometriske haver et usædvanligt arkitektonisk anlæg, der i 2003 suppleredes med en 12 m høj obelisk, på hvis sider Pedersen har udført endnu en keramisk udsmykning. Det var ikke mindst Birk-området og museernes samlinger, der var medvirkende til, at Herning fik status som årets by i 2003. 

## Carl-Henning Pedersens liv og betydning som kunster
Pedersen blev født i 1913 i København. Hans familie tilhørte arbejderklassen, og Pedersen voksede op med et stærkt politisk engagement. Som ung drømte han om at blive komponist eller arkitekt. Et ophold på Den Internationale Højskole i 1933 fik imidlertid afgørende betydning for hans fremtid. Her mødte han Else Alfelt (1910-1974), og hun introducerede ham til malerkunsten. Parret blev gift året efter, og i 1936 debuterede de begge på Kunstnernes Efterårsudstilling i København. 
Indtil Else Alfelts død i 1974 levede parret tæt sammen i et inspirerende livs- og arbejdsfællesskab. Men Pedersen var også at finde i de grupperinger, der i årene før anden verdenskrig lancerede den moderne, abstrakte kunst i Danmark. Pedersen deltog aktivt i Liniens aktiviteter – en sammenslutning af kunstnere, der i årene 1934-39 udgav et toneangivende kunsttidsskrift og præsenterede den moderne abstrakte malerkunst på en række udstillinger. Da Linien gik ind, meldte han sig i 1942 i Høstudstillingens rækker og bidrog med en række artikler og tegninger til sammenslutningens blad, Helhesten. 
Pedersen var en del af Cobra-bevægelsen, som eksisterede fra 1948 til 1951. Her fandt han ligesindede kunstnere, som delte idéen om, at en kunst baseret på frihed, fantasi og spontanitet. Pedersens udstillingsaktiviteter tog til op igennem 50'erne. Han modtog Eckersberg Medaljen i 1950 og Guggenheimprisen i 1958. Pedersens internationale gennembrud kom i 1962, hvor han var Danmarks officielle repræsentant på Biennalen i Venedig. 
Året efter blev han hædret med Thorvaldsens Medalje. Med udsmykningsopgaver i 60'erne og 70'erne markerede Pedersen yderligere sin position som en af Danmarks store kunstnere med en række monumentale udsmykningsopgaver: Mosaik, H.C. Ørsted Instituttet (1959-64), Keramisk udsmykning, Angligaarden (1966-68), Mosaik, John F. Kennedy-skolen i Gladsaxe, 1974, Keramisk udsmykning af Carl-Henning Pedersen og Else Alfelt Museet (1975 og 1992). 
I 1983 påtog Pedersen sig, på opfordring af Statens Kunstfond, udsmykningen af Ribe Domkirke. Pedersen valgte et udsmykningsprogram, der omfattede mosaikker, glasmosaikker og kalkmalerier, og han gengav de bibelske fortællinger i sin egen meget personlige tolkning. 
Pedersen har markeret sig med en række betydelige udstillinger på kunstmuseer og gallerier både i Danmark og verden over. Blandt andet på det kendte COBRA-galerie, Galerie Birch i København. Pedersen har gennem årene doneret et stort antal værker til kunstmuseer i ind- og udland. 
Da Else Alfelt døde i 1974, var det ikke blot et farvel til Pedersens livsledsager, men også til hans nærmeste kritiker og arbejdskollega. De fik 40 år sammen og Pedersen har næppe kunnet forvente at opleve endnu et langt og inspirerende parløb med en kvinde. 
I 1975 mødte han under et ophold i Jerusalem den norske kunstner Sidsel Ramson. Få år efter giftede de sig, og mødet med Sidsel Ramson markerede et vendepunkt i hans liv, malerierne er i kunstnerens modne år blevet stadig friere og mere glødende i farven. Parrets faste base har gennem mange år været deres pragtfulde landsted i Molesmes, Frankrig og i de senere år, også bopælen på Frederiksberg. Her befandt kunstneren sig i sit rette element, tæt på himmelhvælvet og magien: ”Jeg maler måske ikke landskaber, men så himlen. Og for at gøre det, må man opholde sig under himlen, følge himlens skiftende lys, føle det magiske ved at opholde sig på denne jordklode under himlen, og lade sin fantasi udfolde sig i himmelrummet, – hvor skulle ellers "Den blå fugl" flyve eller "Den vingede hest"? (Carl-Henning Pedersen: Himlens Port, 1985).

## Carl-Henning Pedersens kunst
Pedersen er ikke uden grund blevet karakteriseret som eventyrets maler. Hans billedverden befolkes med væsener, der synes at være af en anden verden – magiske og fortryllende. De svævende figurer og den blå farveskala er hans varemærke, og det karakteristiske ekspressive, fabulerende og poetiske billedsprog er kendt og elsket af et stort publikum. Pedersens ekspressive og spontane maleri er rundet af det moderne abstrakte maleri – men ingenlunde forestillingsløst. Den billedverden, som han har dyrket fra første færd, er karakteriseret ved at rumme en række figurer, som sammensættes i stadig nye konstellationer: fugle, sole, heste og skibe. 
I Pedersens optik er mennesket grundlæggende et skabende væsen. Alle kulturer skaber et udtryk for det liv, de lever, og det er i dette udtryk, vor menneskelighed kommer tydeligst frem. I en tekst fra udstillingskataloget til Kunstnernes Efterårsudstilling, 1948 skrev Pedersen under overskriften "At være spontan" følgende opfordring til sine kollegaer: "Vær spontan, så alt hvad der er i dig, kommer frem i billedet. Forstår du at handle ud fra fantasiens skabende evne – forstår du også, at kunst ikke kan skabes gennem bevidste konstruktioner. Vil du ha' det levende frem, som er i dig, må du skabe ud fra dine inderste bevæggrunde". 
Det spontane maleri bliver til i det øjeblik, penslen sættes på lærredet. Billedet må følge sin egen indre logik, sin egen tilbliven. Ved en overfladisk betragtning synes det uafhængigt af den ydre verden, fordi kunstneren ikke søger at afbilde det sete, men derimod det oplevede. Men Pedersens egne ord fra udstillingskataloget til Kunstnernes Efterårsudstilling, 1948: "Al Ægte kunst kommer fra menneskets sind", "Sindet omformer de oplevelser, vi henter i naturens verden, i vor egen verden. Livet strømmer ustandseligt og ophober sine oplevelser."